# Sulafjorden
Sulafjorden er en fjord (egentlig et sund) i Hareid og Sula kommuner i Møre og Romsdal fylke i Norge. Den ligger mellem øen Hareidlandet i sydvest og Sula i nordøst. Fjorden er 9 kilometer lang og 4–5 kilometer bred, og er den ydre del af Storfjorden. Den har indløb fra Breidsundet i nord, mellem Kvitneset på Hareidlandet og Eltraneset på Sula, og munder ud i syd mellem Hjørungneset i syd og Vindsneset på Sula i nord. Fra Hjørungneset går Vartdalsfjorden mod sydvest, mens Storfjorden fortsætter mod øst og ind i landet. Største dybde er 445 meter, omtrent midt i fjorden.
I 2014 vedtog regeringen at den fremtidige Europavej E39 skal føres  over Sulafjorden med en bro, og videre mod Ålesund. Strækningen er dog ikke konkretiseret i Nasjonal transportplan 2018–2027.
Der er spredt bosætning på nordsiden, men det er Hareidsiden af fjorden som er tættest befolket. Lidt syd for indløbet ligger bygden Brandal, og lidt længere mod syd byen og kommunesentret Hareid. Længst mod sydøst ligger byen Hjørungavåg. Fra Hareid fører en færge fylkesvej 61 over til Sulesund på Sula, og fra Hareid går også Fylkesvej 35  til Hjørungavåg og Fylkesvej 37 til Brandal.